# الوجه الآخر: العلاقات السرية بين النازية والصهيونية (كتاب)
الوجه الآخر: العلاقات السرية بين النازية والصهيونية كتاب من تأليف محمود عباس، نشر في 1984م باللغة العربية. وهو في الأصل رسالة دكتوراة تقدم بها محمود عباس -في عام 1982م- لنيل درجة الدكتوراة في الجامعة الروسية لصداقة الشعوب تحت عنوان العلاقة بين النازية وقادة الحركة الصهيونية.
في الكتاب، يقول محمود عباس أن المحرقة النازية «الهولوكوست» تمت المبالغة فيها، وأن الصهيونية خلقت أسطورة قتل ستة ملايين يهودي، واصفا إياها بـ«الكذبة الكبيرة». مدعياٌ أن هؤلاء اليهود الذي قتلوا على يد النازيين في الواقع ضحايا مؤامرة الصهيونية للنازية، تلك المؤامرة التي تهدف إلى تأجيج الانتقام ضد اليهود وتوسيع الإبادة الجماعية الخاصة بهم. وناقش الكتاب أيضا موضوعات مثل اتفاقية الترحيل (Haavara) والتي تعني بالعبرية (الترحيل)، حيث اتفق الرايخ الثالث مع الوكالة اليهودية لتسهيل هجرة اليهود من ألمانيا إلى فلسطين تحت الإنتداب البريطاني.